# Inline-Alpin-Weltmeisterschaften 2016
Die Inline-Alpin-Weltmeisterschaften 2016 fanden am 4. und 5. Juni in Unterensingen im deutschen Bundesland Baden-Württemberg und am 12. und 13. August in Villablino in der spanischen Provinz León statt. Veranstalter der Weltmeisterschaft ist die Fédération Internationale de Roller Sports (FIRS). Ausrichter sind der Deutsche Rollsport und Inline-Verband (DRIV) und der Verein SC Unterensingen.

## Teilnehmer
| Europa (10 Länder)                                      | Europa (10 Länder)                                    | Europa (10 Länder) |
| ------------------------------------------------------- | ----------------------------------------------------- | ------------------ |
| - Deutschland - Italien - Lettland - Österreich - Polen | - Schweiz - Serbien - Slowakei - Spanien - Tschechien |                    |
| Amerika (1 Land)                                        |                                                       |                    |
| - Argentinien                                           |                                                       |                    |
| Asien (1 Land)                                          |                                                       |                    |
| - Japan                                                 |                                                       |                    |

## Streckendaten
|                    | Parallelslalom     | Slalom              | Riesenslalom              | Team Slalom |
| ------------------ | ------------------ | ------------------- | ------------------------- | ----------- |
| Datum              | 4. Juni            | 5. Juni             | 12. August                | 13. August  |
| Ort                | Unterensingen      | Unterensingen       | Villablino                | Villablino  |
| Startzeit 1. Lauf  | 15:15 Uhr          | 11:00 Uhr           | 16:30 Uhr                 |             |
| Startzeit 2. Lauf  | –                  | 16:10 Uhr           | 19:30 Uhr                 |             |
| Seehöhe Start      |                    |                     |                           |             |
| Seehöhe Ziel       |                    |                     |                           |             |
| Höhendifferenz     |                    |                     |                           |             |
| Streckenlänge      | 255 m              | 252 m               | 265 m                     |             |
| Kurssetzer 1. Lauf | Emil Schmohl (GER) | Emil Schmohl (GER)  | Anel Martin-Granizo (ESP) |             |
| Kurssetzer 2. Lauf | –                  | Massimo Losio (ITA) | Emil Schmohl (GER)        |             |
| Tore 1. Lauf       |                    | 35                  | 20                        |             |
| Tore 2. Lauf       | –                  | 33                  | 21                        |             |
| Wetter             | sonnig             | nass                | sonnig                    |             |
| Temperatur         | ?                  | ?                   | ?                         |             |

## Medaillenspiegel

### Nationen
| Platz | Land        | Gold | Silber | Bronze | Gesamt |
| ----- | ----------- | ---- | ------ | ------ | ------ |
| 01    | Deutschland | 8    | 5      | 6      | 19     |
| 02    | Lettland    | 2    | 5      | –      | 7      |
| 03    | Tschechien  | –    | –      | 4      | 4      |

### Sportler
| Platz | Sportler(in)         | Land | Gold | Silber | Bronze | Gesamt |
| ----- | -------------------- | ---- | ---- | ------ | ------ | ------ |
| 01    | Claudia Wittmann     | GER  | 2    | 1      | –      | 3      |
| 02    | Sven Ortel           | GER  | 2    | –      | –      | 2      |
| 03    | Kristaps Zvejnieks   | LVA  | 1    | 2      | –      | 3      |
| 04    | Marco Walz           | GER  | 1    | 1      | 1      | 3      |
| 05    | Manuela Schmohl      | GER  | 1    | 1      | –      | 2      |
| 06    | Davis Zvejnieks      | LVA  | 1    | –      | –      | 1      |
|       | Katharina Hoffmann   | GER  | 1    | –      | –      | 1      |
|       | Mona Sing            | GER  | 1    | –      | –      | 1      |
| 09    | Moritz Doms          | GER  | –    | 1      | 1      | 2      |
| 10    | Ieva Meldere         | LVA  | –    | 1      | –      | 1      |
|       | Jana Börsig          | GER  | –    | 1      | –      | 1      |
|       | Marta Gara           | LVA  | –    | 1      | –      | 1      |
|       | Miks Zvjnieks        | LVA  | –    | 1      | –      | 1      |
| 14    | Elea Börsig          | GER  | –    | –      | 2      | 2      |
| 15    | Alexandr Adam        | CZE  | –    | –      | 1      | 1      |
|       | Barbora Procházková  | CZE  | –    | –      | 1      | 1      |
|       | Gabriela Kudelásková | CZE  | –    | –      | 1      | 1      |
|       | Jan Möller           | CZE  | –    | –      | 1      | 1      |
|       | Jonas Börsig         | GER  | –    | –      | 1      | 1      |
|       | Lisa Wlffing         | GER  | –    | –      | 1      | 1      |

## Ergebnisse Herren

### Parallelslalom
| Platz | Name                   | Land |
| ----- | ---------------------- | ---- |
| 01    | Davis Zvejnieks        | LAT  |
| 02    | Marco Walz             | GER  |
| 03    | Moritz Doms            | GER  |
| 04    | Miks Zvejnieks         | LAT  |
| 05    | Cristian Losio         | ITA  |
| 06    | Sven Ortel             | GER  |
| 07    | Carsten Wiesler        | GER  |
| 08    | Kristaps Zvejnieks     | LAT  |
| 09    | Nick Baumann           | GER  |
| 10    | Diego Bretal Fernandez | ESP  |

### Slalom
| Platz | Name               | Land | Zeit 1. | Zeit 2. | Gesamt  |
| ----- | ------------------ | ---- | ------- | ------- | ------- |
| 01    | Kristaps Zvejnieks | LAT  | 22,92 s | 25,24 s | 48,16 s |
| 02    | Moritz Doms        | GER  | 23,12 s | 25,23 s | 48,35 s |
| 03    | Jonas Börsig       | GER  | 23,46 s | 25,71 s | 49,17 s |
| 04    | Davis Zvejnieks    | LAT  | 24,09 s | 26,55 s | 50,64 s |
| 05    | Carsten Wiesler    | GER  | 24,19 s | 26,93 s | 51,12 s |
| 06    | Moritz Waibel      | GER  | 24,17 s | 27,45 s | 51,62 s |
| 07    | Marco Melzi        | ITA  | 25,24 s | 27,20 s | 52,54 s |
| 08    | Nick Baumann       | GER  | 25,13 s | 28,72 s | 53,85 s |
| 09    | Luca Gökeler       | GER  | 25,40 s | 28,71 s | 54,11 s |
| 10    | Marco Walz         | GER  | 22,39 s | 35,02 s | 57,41 s |

### Riesenslalom
| Platz | Name                   | Land | Zeit 1. | Zeit 2. | Gesamt  |
| ----- | ---------------------- | ---- | ------- | ------- | ------- |
| 01    | Sven Ortel             | GER  | 24,32 s | 26,18 s | 50,50 s |
| 02    | Kristaps Zvejnieks     | LAT  | 24,69 s | 26,42 s | 51,11 s |
| 03    | Marco Walz             | GER  | 25,06 s | 26,35 s | 51,41 s |
| 04    | Moritz Doms            | GER  | 25,09 s | 27,00 s | 52,09 s |
| 05    | Noah Sing              | GER  | 25,24 s | 26,86 s | 52,10 s |
| 06    | Miks Zvejnieks         | LAT  | 25,10 s | 27,01 s | 52,11 s |
| 07    | Jonas Börsig           | GER  | 25,42 s | 26,84 s | 52,26 s |
| 08    | Amir Abo Shawish       | GER  | 25,55 s | 26,77 s | 52,32 s |
| 09    | Massimiliano Losio     | ITA  | 25,50 s | 27,11 s | 52,61 s |
| 10    | Maximilian Schödlbauer | GER  | 25,73 s | 27,04 s | 52,77 s |

## Ergebnisse Damen

### Parallelslalom
| Platz | Name                 | Land |
| ----- | -------------------- | ---- |
| 01    | Claudia Wittmann     | GER  |
| 02    | Jana Börsig          | GER  |
| 03    | Elea Börsig          | GER  |
| 04    | Gabriela Kudělásková | CZE  |
| 05    | Mira Börsig          | GER  |
| 06    | Julia Hübert         | GER  |
| 07    | Lenka Kesela         | SVK  |
| 08    | Lisa Wölffing        | GER  |
| 09    | Luzia Gruber         | GER  |
| 10    | Barbora Liptáková    | SVK  |

### Slalom
| Platz | Name                      | Land | Zeit 1. | Zeit 2. | Gesamt      |
| ----- | ------------------------- | ---- | ------- | ------- | ----------- |
| 01    | Katharina Hoffmann        | GER  | 23,89 s | 26,25 s | 50,14 s     |
| 02    | Claudia Wittmann          | GER  | 23,98 s | 26,43 s | 50,41 s     |
| 03    | Lisa Wölffing             | GER  | 24,76 s | 25,78 s | 50,54 s     |
| 04    | Lisa Schmid               | GER  | 24,36 s | 26,19 s | 50,55 s     |
| 05    | Luzia Gruber              | GER  | 25,10 s | 26,03 s | 51,13 s     |
| 06    | Mira Börsig               | GER  | 26,76 s | 27,19 s | 53,86 s     |
| 07    | Karolina Jarzab           | POL  | 26,96 s | 30,06 s | 57,02 s     |
| 08    | Magdalena Gruber          | GER  | 23,96 s | 34,74 s | 58,70 s     |
| 09    | Anna-Sophie Münch         | GER  | 25,88 s | 34,59 s | 1:00,47 min |
| 10    | Marta-Egeria Garcia Amigo | ESP  | 26,84 s | 35,23 s | 1:02,07 min |

### Riesenslalom
| Platz | Name                 | Land | Zeit 1. | Zeit 2. | Gesamt  |
| ----- | -------------------- | ---- | ------- | ------- | ------- |
| 01    | Mona Sing            | GER  | 25,66 s | 27,07 s | 52,73 s |
| 02    | Manuela Schmohl      | GER  | 25,99 s | 27,62 s | 53,61 s |
| 03    | Elea Börsig          | GER  | 26,25 s | 28,28 s | 54,53 s |
| 04    | Barbora Procházková  | CZE  | 26,53 s | 28,13 s | 54,66 s |
| 05    | Mira Börsig          | GER  | 26,39 s | 28,63 s | 55,02 s |
|       | Lara Kögel           | GER  | 26,67 s | 28,35 s | 55,02 s |
| 07    | Jana Börsig          | GER  | 26,72 s | 28,32 s | 55,04 s |
| 08    | Magdalena Gruber     | GER  | 26,75 s | 28,47 s | 55,22 s |
| 09    | Gabriela Kudělásková | CZE  | 26,83 s | 28,45 s | 55,28 s |
| 10    | Franziska Ries       | GER  | 26,88 s | 28,74 s | 55,62 s |

## Team Slalom
| Platz | Land        | Sportler                                                                                        | Zeit        | Differenz |
| ----- | ----------- | ----------------------------------------------------------------------------------------------- | ----------- | --------- |
| 01    | Deutschland | Marco Walz Sven Ortel Manuela Schmohl Claudia Wittmann                                          | 2:55,31 min |           |
| 02    | Lettland    | Kristaps Zvejnieks Miks Zvejnieks Ieva Meldere Marta Gara                                       | 3:01,44 min | +6,3 s    |
| 03    | Tschechien  | Jan Möller Gabriela Kudělásková Alexandr Adam Barbora Procházková                               | 3:02,43 min | +7,12 s   |
| 04    | Spanien     | Sergio Mendez Perez Sergio Menendez Rodriguez Ainhoa Mellado Arguedas Marta-Egeria Garcia Amigo | 3:10,71 min | +15,40 s  |